# Tricimba planiscutellata
Tricimba planiscutellata är en tvåvingeart som beskrevs av Ismay 1993. Tricimba planiscutellata ingår i släktet Tricimba och familjen fritflugor. Inga underarter finns listade i Catalogue of Life.